# Moffett, Oklahoma
Moffett, Oklahoma (енгл. Moffett) град је у америчкој савезној држави Оклахома.

## Демографија
По попису из 2010. године број становника је 128, што је 51 (-28,5%) становника мање него 2000. године.
| Група             | 2000.      | 2010.      |
| Белци             | 99 (55,3%) | 76 (59,4%) |
| Афроамериканци    | 15 (8,4%)  | 29 (22,7%) |
| Азијати           | 0 (0,0%)   | 0 (0,0%)   |
| Хиспаноамериканци | 11 (6,1%)  | 3 (2,3%)   |
| Укупно            | 179        | 128        |